# Schizorhiza
Schizorhiza stromeri
Ce genre de raies fossiles ne doit pas être confondu avec le genre botanique Schizorhiza Goldblatt & J.C.Manning.
Genre
Espèce
Synonymes
- Schizorhiza weileri Serra, 1933

Schizorhiza est un genre fossile de raies rajiformes ayant vécu durant le Crétacé moyen. L'unique espèce connue est Schizorhiza stromeri, dont les fossiles sont connus d'Afrique, au Moyen-Orient ainsi que dans les Amériques. 

## Taxonomie
Schizorhiza stromeri est décrit en 1930 par la paléontologue allemand Wilhelm Weiler (d) d'après des denticules rostrales provenant du grès nubien (en) d'Égypte, l'épithète spécifique étant nommée en l'honneur d'Ernst Stromer. Une deuxième espèce, S. weileri, est nommée par Giselda Serra en 1933 à partir des denticules rostrales provenant de Libye. Néanmoins, cette espèce est depuis reconnue comme un synonyme junior de S. stromeri.

## Description
Schizorhiza se caractérise par son rostre robuste avec plus de 1 800 denticules disposés en batteries denses, qui forment un bord tranchant continu de chaque côté. Chaque denticule est remplacé par une série de denticules plus petites imbriqués à l'intérieur de ses racines, de nouvelles rangées de denticules poussant à partir de l'extrémité du rostre. Parmi les sclérorhynchoïdes, cet arrangement de denticules et ce système de remplacement ne se trouvent que chez Schizorhiza et son proche parent Harranahynchus (en). Le rostre était probablement utilisé pour frapper et trancher les proies comme les poissons-scies et a valu à Schizorhiza le nom commun de « slasher ray ».